# 続 スクィーズ
「続 スクィーズ」（原題:Tooms）は『X-ファイル』のシーズン1第21話で、1994年4月22日にFOXが初めて放送した。本エピソードはシーズン1第3話「スクィーズ」の続編にあたるエピソードとなっている。

## スタッフ
- 監督：デヴィッド・ナッター
- 脚本：グレン・モーガン、ジェームズ・ウォン

## キャスト

### レギュラー
- デイヴィッド・ドゥカヴニー - フォックス・モルダー特別捜査官
- ジリアン・アンダーソン - ダナ・スカリー特別捜査官

### ゲスト
- ダグ・ハッチソン - ユジーン・ヴィクター・トゥームス
- ウィリアム・B・デイヴィス - シガレット・スモーキング・マン
- ミッチ・ピレッジ - ウォルター・スキナーFBI副長官
- ポール・ベン＝ヴィクター - アーロン・モンテ博士
- ヘンリー・ベックマン - フランク・ブリッグス
- ティモシー・ウェバー - タルボット刑事
- フランク・C・ターナー - コリンズ博士
- ジリアン・カーフラ - クリスティン・ランフォード
- パット・バーメル - フランク・ランフォード
- ジャン・ダーシー - カン裁判官
- ジェリー・ワッサーマン - プリス博士

## ストーリー
「スクィーズ」の最後で逮捕されたユジーン・ヴィクター・トゥームスはボルティモアのサナトリウムで療養生活を送っていた。トゥームスが身体を変形させる能力を使って、部屋にある配膳口をくぐって脱走しようとした矢先、アーロン・モンテ博士が診察に訪れた。
スカリーはウォルター・スキナーFBI副長官の部屋に呼び出された。副長官の部屋にはシガレット・スモーキング・マンもいた。X-ファイル課の成績は良好であるにも拘らず、スキナーはモルダーとスカリーが慣習を無視して捜査に当たっていると非難した。そして、規則を厳守するようにとスカリーに言った。
モルダーとスカリーはトゥームスの保釈審議に出席した。審議において、モンテ博士はトゥームスがスカリー捜査官に襲い掛かったのは殺人犯と誤認されたからだと強く訴えた。モルダーはトゥームスが殺人犯であることを証拠に基づいて立証したが、裁判官はそれを無視した。保釈されたトゥームスはモンテ博士の心理療法を受けながら、お年寄りの介護に従事することになった。
スカリーは、1933年にトゥームスが引き起こした殺人事件を調査したフランク・ブリッグスの元を訪れた。ブリッグスによると、当時の事件の被害者の一人の死体がまだ見つかっていないという。スカリーとブリッグスはその被害者の肝臓の一部が見つかった科学研究所を訪れ、コンクリートの中に白骨死体があるのを見つけた。その頃、トゥームスは次に襲う相手の目星をつけようとしていたが、モルダーに妨害される。その夜、トゥームスは男の家に押し入ろうとしたが、再びモルダーに妨害され、誰も傷つけることなくその場から逃走した。
調査の結果、白骨死体は1933年の事件の被害者のものであることが判明したものの、トゥームスが犯人であるという確固たる証拠は見つからなかった。スカリーはトゥームスの新居を監視し続けていたモルダーの元を訪れる。トゥームスは張り込み中のモルダーの車のトランクに潜んでいたが、2人はそれに気が付かなかった。トゥームスはモルダーの自宅に侵入し、モルダーの靴を自分の顔に押し付けた。また、自分の体の数か所を爪で傷つけた。トゥームスの工作は成功し、モルダーはトゥームスへの傷害容疑で警察に呼び出された。スキナー副長官はモルダーにトゥームスへの接近を禁じる。
白骨死体をさらに調べると、そこに残っていた噛み跡がトゥームスの歯型と一致した。その頃、モンテ博士の心理療法を受けていたトゥームスは、博士を殺し、30年の冬眠に入るために必要な最後の肝臓を食べた。博士の死体が見つかったとの一報を聞いたモルダーとスカリーは、トゥームスが以前に住んでいたアパートを訪れる。そのアパートはすでに取り壊され、跡地にはショッピングモールが立っていた。モルダーは、モールのエスカレーターの下からトゥームスの巣を発見する。巣の中にいた胆汁に覆われたトゥームスはモルダーを追いかけるが、モルダーがエスカレーターを動かしたことにより圧死する。
スキナーはトゥームスに関するスカリーの最終報告書を読み、スモーキング・マンにこれを信じるのかと尋ねた。スモーキング・マンは「もちろん信じるさ。」と答えた。スカリーはチョウのサナギを眺めているモルダーを見つけ、X-ファイル課も変わる時が来るのだろうとつぶやく。

## 製作
グレン・モーガンとジェームズ・ウォンにとって、本エピソードが初めての続編的エピソードである。モーガンは「特に難しかったのは物語を進展させる一方で、第3話を見ていない視聴者のために第3話で何が起こったかを要約して提示する時間も確保する必要があったということだ。後者の目的のために書き上げられたのが保釈審議のシーンだ。そこで、必要な情報を視聴者に提示した。『スクィーズ』を監督したハリー・ロングストリートは問題のある人物だった。ロングストリートが撮影に失敗したシーンをこの第21話で使おうと思った。」と語っている。前作のようなトラブルを起こさないために、本エピソードの監督にはデヴィッド・ナッターが起用された。
モーガンはクリスマスの時に買い物に行ったショッピングモールでエスカレーターの点検作業をしているのを見て、エスカレーターの下に潜む怪物というアイデアを思いついた。モーガンはユジーン・ビクター・トゥームスという怪物こそ、その設定に最もふさわしい怪物であると感じた。トゥームスが胆汁をまとった状態で全裸でエスカレーターの下に潜むという終盤の場面はダグ・ハッチソンのアイデアであり、当初このアイデアを聞いたクリス・カーターは不快感を覚えたが、考慮の末にそのアイデアを採用した。トゥームスを覆う胆汁には笛の潤滑油として使われる黄色いゲル状の物質が用いられた。この潤滑油は肌にくっつく一方で、洗えば簡単に落ちるものだった。また、トゥームスがモルダーに狙いを定めて息をひそめているシーンは『ダーティハリー』にインスパイアされたものである。
ウォルター・スキナー副長官は従来の「書類を押し付けてくる上司」というステレオタイプに反して構築されたキャラクターで、「眠れる獅子」のようなキャラクターである。ミッチ・ピレッジはシリーズに登場するほかの役のオーディションを受けていたが、落選し続けていた。そんな状況下で、製作スタッフから再度オーディションに来るようにとの通達が来て、ピレッジは困惑したという。カーターはピレッジに会った際、彼の演技をほめつつも、スキンヘッドに合う役がなかったことを明かした。そして、ピレッジはウォルター・スキナー役のオーディションに挑み、気難しそうな男を演じて見せた。それを見たカーターは、ピレッジがこんなにも気難しさを醸し出せるのなら、スキナーは実際にはもっと親しみの持てる人間にしようと思ったという。スキナー役に決定したピレッジは「他の役に受からなかったことはむしろ幸運だったかもしれないと感じた。そのおかげで主要キャストに加われたのだから。」と当時を振り返って語っている。
クライマックスのショッピングモールでのシーンはバンクーバー市内のシティ・スクエア・モールで撮影された。そこで撮影するにあたっては、全店舗のオーナーから撮影許可を取らねばならず、また、エスカレーターのモーターに血糊が付着しないように細心の注意を払うことを求められた。
本エピソードはシガレット・スモーキング・マンが初めて声を発したエピソードでもある。カーターは当初、スモーキング・マンに台詞を与えるべきか迷ったという。カーターは「ウィリアム・B・デイヴィスは極めて優れた演技力を持った俳優だ。台詞を与えても見事に黒幕を演じられるだろう。それでも、沈黙したままの方が、却って悪役としての凄味が出るのではないかと考えたんだ。」と述べている。

## 評価
1994年4月22日、FOXは本エピソードを初めてアメリカで放映し、1340万人（810万世帯）が視聴した。
『エンターテインメント・ウィークリー』は本エピソードにA評価を下し、「ダグ・ハッチソンはトゥームスの下劣さを見事に表現している。」「ピレッジ演じるスキナーは厳格でありつつも、魅力を放っている。」と2人の演技を称賛している。『A.V.クラブ』のザック・ハンドルンは「内容豊かな作品」「モルダーとスカリーの相互作用が「続 スクィーズ」のハイライトだ。」と述べる一方、「「続 スクィーズ」のプロットのいくつかは必要なかったのではないか。また、登場人物がなぜそんな行動をしたのかが説明されない箇所があって、視聴者を困惑させている。」と批判している。『デン・オブ・ギーク』のマット・ハイは「なぜトゥームスがモルダーを狙うのかが十分に説明されていない。」と批判しつつも、「『スクィーズ』よりも、『続 スクィーズ』」のトゥームスの方がより恐怖を感じる存在になっている。」と評価している。ロバート・シャーマンとラース・ピアソンはその著書『Wanting to Believe: A Critical Guide to The X-Files, Millennium & The Lone Gunmen』で本エピソードに5つ星評価で4つ星半を与え、「『スクィーズ』よりもいい出来だ。」「一つの筋書きで成り立っている作品というわけではなく、設定の断片をつなげて作られた単純なつくりのエピソードである。しかし、ウィットに富んだ内容と登場人物の掘り下げがその欠点を十分に補っている。」と述べている。
本エピソードに登場するモンスター、ユジーン・ヴィクター・トゥームスは極めて高い評価を得た。イギリスの作家ニール・ゲイマンはトゥームスを「お気に入りの怪物10選」に入れている。『デン・オブ・ギーク』のジョン・ムーアはトゥームスを「『X-ファイル』の登場キャラクター10選」に選出し、「「スクィーズ」と「続 スクィーズ」の人気は、番組の焦点をエイリアンの陰謀を描き出したミソロジー系のエピソードだけに合わせるのではなく、むしろ単発のエピソードの方に重点を置いたことに起因するものである。」とコメントしている。